# UTC+13
UTC+13 — позначення для часового поясу, що базується на меридіані 165° з.д., однак зі зміщенням на добу вперед. Відтак час тут збігається з часом у поясі UTC-11, але зрушений відносно нього на добу. 
Від всесвітнього часу ця зона на тринадцять годин попереду, а від київського — на одинадцять (у період дії стандартного часу).
Позначення у навігації - M†

## Використання

### Постійно протягом року
- Кірибаті
  - острови Фенікс
- Тонга
- Нова Зеландія
  -  Токелау[1]
- Самоа

### З переходом на літній час
зараз не використовується

### Як літній час
- Нова Зеландія[2]

## Історія використання

### Як стандартний час
- Кірибаті
  - острови Лайн — з 2 січня 1995 року
- Росія
  - Чукотський АО
    - Східна частина — з 21 червня 1930 до 31 березня 1982
- Тонга

### Яклітній час
- Нова Зеландія - з 1974
- Росія -
  - Камчатський край - у 1981-1990, 1992-2009
  - Чукотський АО
    - Східна частина - у 1982-1990, 1992-2009
    - Західна частина - у 1981-1990, 1992-2009
- Фіджі[3]